# Verordnung (EU) 2018/848

Neues Logo des Siegels ab Juli 2010

Die deutsche Version des Gemeinschaftszeichens der EU-Kommission („EU-Siegel“) für Produkte aus ökologischem Landbau gemäß Verordnung (EWG) Nr. 2092/91, welches zwischen 2000 und 2010 verwendet wurde.

Die Verordnung (EU) 2018/848 des Europäischen Parlaments und des Rates vom 30. Mai 2018 über die ökologische/biologische Produktion und die Kennzeichnung von ökologischen/biologischen Erzeugnissen sowie zur Aufhebung der Verordnung (EG) Nr. 834/2007 des Rates (Europäische Öko-Verordnung oder EU-Öko-Verordnung) regelt für alle Produktions- und Vermarktungsstufen die Bedingungen, unter denen landwirtschaftliche Erzeugnisse einschließlich Aquakulturen wie Lebensmittel, Futtermittel oder Saatgut unter der Bezeichnung als ökologisches oder biologisches Produkt in der EU in Verkehr gebracht oder beworben werden dürfen. Sie ist seit 1. Januar 2022 Nachfolgerin der Verordnung (EG) Nr. 834/2007, die ihrerseits die Verordnung (EWG) Nr. 2092/91 zum 1. Januar 2009 aufgehoben hatte.
Die erste EG-Verordnung knüpfte an die Basisrichtlinien der Internationalen Vereinigung der ökologischen Landbaubewegungen IFOAM an, in der etwa 750 Verbände aus über 108 Nationen organisiert sind.

## Kennzeichnung
Nur Produkte, die mindestens die EU-Öko-Verordnung erfüllen,
- dürfen die Begriffe Bio-, Öko-, biologisch, ökologisch, oder Synonyme verwenden.
- dürfen bzw. müssen die Angabe der prüfenden Öko-Kontrollstelle (Kontrollstellen-Code, z. B.: DE-ÖKO-XXX) verwenden.
- dürfen das europäische Bio-Siegel und gegebenenfalls nationale Bio-Siegel und den Namen und das Logo des Bio-Anbauverbands, dessen Mitglied sie sind, tragen.

Bis Juli 2006 durften noch einige Lebensmittel, deren Warenzeichen mit dem Wort-Bestandteil „bio“ vor Inkrafttreten der Öko-Verordnung eingetragen wurden, den entsprechenden Namensbestandteil benutzen, auch wenn sie nicht biologisch erzeugt werden, beispielsweise „Bioghurt“, „Biofit“ und „Bioreform“.
Nach einem Urteil des BGH vom 13. September 2012 ist die Verwendung der Bezeichnung „BIO-Mineralwasser“ rechtlich grundsätzlich zulässig, die Verwendung eines Bio-Mineralwasser-Zeichens im Sinne eines Bio-Siegels dagegen nicht.

## Inhalte
Für Lebensmittel, die aus mehreren Zutaten zusammengesetzt sind, gilt folgende Kennzeichnungsregelung:
- Besteht das Produkt zu mindestens 95 Gewichtsprozent aus Bio-Zutaten landwirtschaftlichen Ursprungs, darf die Bezeichnung biologisch bzw. ökologisch in der Verkehrsbezeichnung geführt werden. Die verbleibenden 5 % konventionellen Zutaten müssen in einer Positivliste der EU-Öko-VO aufgeführt sein, so dass Bio-Produkte in der Regel ausschließlich aus Bio-Zutaten bestehen.
- Sind weniger als 95 %, aber mindestens 70 % der Zutaten ökologisch erzeugt, dürfen diese in der Zutatenliste als solche gekennzeichnet werden – in der Regel mit einem Sternchen und einer Fußnote.

Genetisch veränderte Organismen und daraus hergestellte Produkte dürfen im Öko-Landbau und in der Verarbeitung von Bio-Lebensmitteln nicht verwendet werden.
Die Verordnung legt auch Rahmenbedingungen für die Einfuhr von ökologischen Erzeugnissen aus Drittländern fest.
Details der Produktionsvorschriften, der Kontrollvorgaben, der Kennzeichnungsregeln und der Regeln für Drittlandsimporte sind in verschiedenen EU-Durchführungsverordnungen und delegierten Rechtsakten zu finden.
Seit Juli 2010 werden alle vorverpackten Produkte nach der Verordnung verbindlich mit dem EU-Bio-Logo gekennzeichnet, das als Ergebnis eines Wettbewerbes ausgewählt wurde. Produkte nach diesem Standard werden oft mit kbA (kontrolliert biologischer Anbau) abgekürzt.

## Umsetzung
In Deutschland dient der Durchführung sowie der Überwachung der Einhaltung der direkt gültigen Bestimmungen der EU-Verordnung insbesondere das Öko-Landbaugesetz (ÖLG). So regelt es die Zulassung der Kontrollstellen, die Überwachung etwa über die Bundesanstalt für Landwirtschaft und Ernährung und die Zollbehörden und enthält es Straf- und Bußgeldvorschriften vor allem zum Schutz vor Irreführung der Verbraucher durch Missbrauch von Öko-/Bio-Kennzeichnungen.

## US-amerikanisches Pendant
Als Entsprechung zum EU-Biosiegel kann die US-amerikanische Zertifizierung biologischer Lebensmittel NOP (National Organic Program) gesehen werden. Es wird vom US-amerikanischen Landwirtschaftsministerium vergeben.